# Polypodium venosum
Polypodium venosum là một loài dương xỉ trong họ Polypodiaceae. Loài này được Lour. mô tả khoa học đầu tiên năm 1790.
Danh pháp khoa học của loài này chưa được làm sáng tỏ. 